# Vizigótské písmo

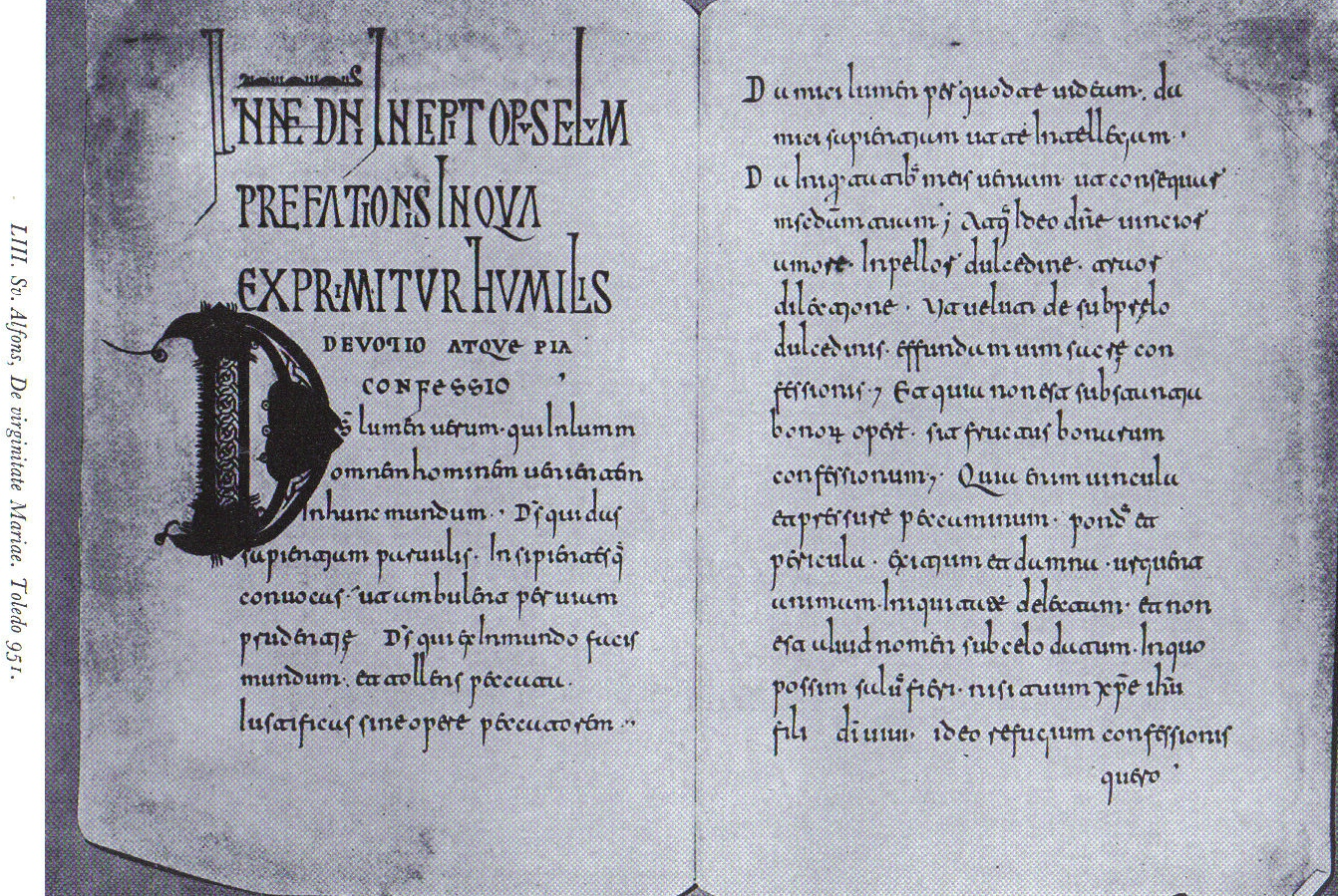
Ukázka vizigótské minuskuly ze spisu toledského biskupa sv. Alfonse De virginitate Mariae z roku 954

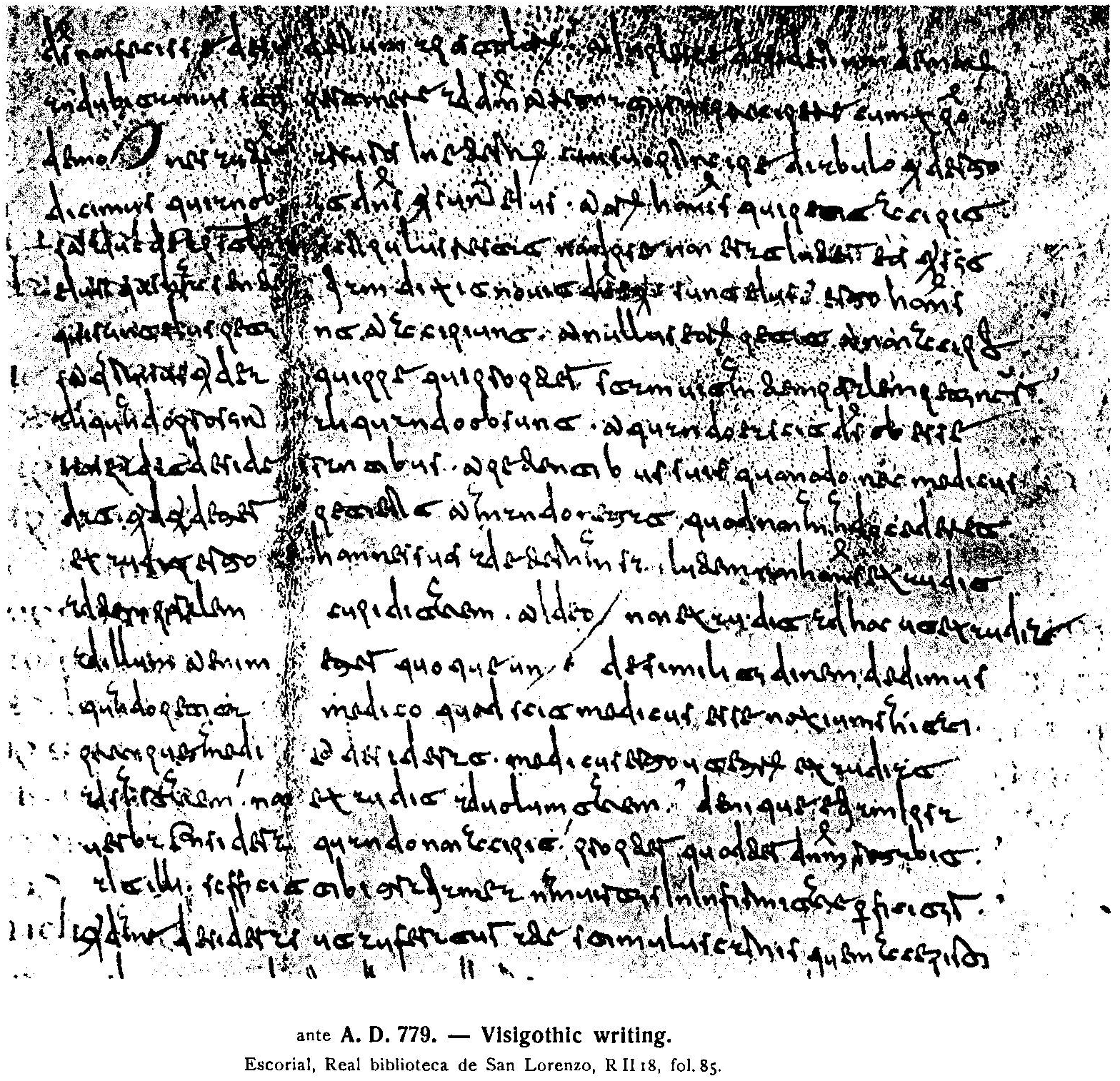
Ukázka vizigótské kurzívy

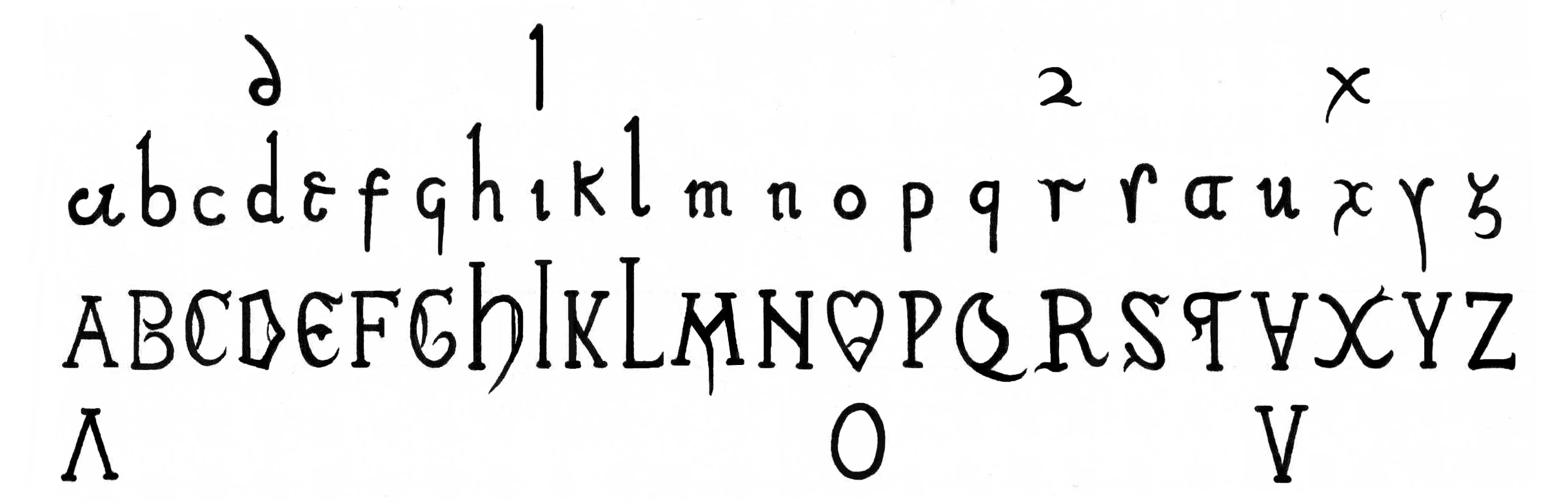
Abeceda vizigótského písma

Vývoj evropského Ç z vizigótského základu

Vizigótské písmo, někdy označované jako littera Toletana, užívané na území dnešního Španělska od 7. do 12. století, se řadí k tzv. národním písmům.
Také jako většina ostatních národních písem ovlivnila vizigótské písmo mladší římská kurzíva. Zagarias García Villada dokonce nezavrhuje zprávu toledského arcibiskupa dona Rodriga Jiméneze de Rady ze 13. století, který tvrdil, že písmo vynalezl již biskup Wulfila ve 4. století. S ním nesouhlasil Luigi Schiaparelli, který podrobil otázku vzniku podrobné analýze ve své práci Note paleografiche, Interno all´origine della scrittura visigotica.
Vizigótská kurzíva byla ovlivněna nejen mladší římskou kurzívou, ale zpočátku lze vidět i prvky merovejského písma, které spočívají v naklánění liter doleva. V 8. století se ale celkový obraz narovnává, což je podle Schiaparelliho způsobeno vlivem Arabů, kteří si již v roce 711 založili své první panství na Pyrenejském poloostrově. Také podoba všeobecného zkracovacího znaménka je připisována Arabům. Dřívější formu vodorovné čárky s nadepsanou tečkou vystřídaly dvě tečky nebo dvě vodorovné čárky. Kurzivní „a“ velmi často mění polohu ve čtyřlinkovém psacím systému, čímž se liší od jiných variant národních písem. Od minuskuly se diferencuje především hojností ligatur a zkratek. Plně vyvinutá kurzíva se zachovala v listině Ordoña I. z roku 860. Původně byla tedy určena pouze pro diplomatický materiál, ale postupně pronikala i do kodexů. V 10. století stojí pod vlivem nové perspektivnější karolinské minuskuly, čímž dochází k postupnému úpadku. V královských a soukromých listinách lze vizigótskou kurzívu spatřit ještě ve druhé polovině 12. století.
Asi nejstarší rukopis psaný vizigótskou minuskulou obsahuje text Isidora ze Sevilly a vznikl kolem roku 650. Již od konce 7. století lze v tomto písmu najít prvky unciály a polounciály. Z majuskulního knižního písma převzala „d“ a „g“ z polounciály pak minuskulní tvary některých liter. Ještě v 9. století je písmo těžkopádné, ale od 10. století se zjemňuje a dostává pravidelnější podobu (De virginitate Mariae z roku 954). V některých honosnějších kaligrafických rukopisech jsou iniciály zdobeny fantastickými motivy z řad rostlinné a hlavně živočišné říše. Za charakteristické litery vizigótské minuskuly lze považovat otevřené „a“, které někdy nabírá podobu omegy „ω“, unciální „g“ a „t“, podobné uzavřenému „a“, které se objevuje i u jiných národních písem. Grafém „z“ se skládá z „c“ na horní lince a arabské číslici “3“ podobná vlnovka, vybíhající pod řádek.
Důležitými centry vývoje vizigótského písma byly kláštery Silos u Burgosu, Oviedo, Leon, Santa Maria de Ripoll a především Toledo.